# Alfredo Ferraris
Pour les articles homonymes, voir Ferraris.
Alfredo Oreste Angelo Ferraris (1890-1969) est un joueur de football italien, qui évoluait en tant que milieu de terrain.
Son frère cadet, Pio Ferraris, était également footballeur.

## Biographie
Il débute avec le club de la Juventus lors de la saison 1903 du championnat fédéral. Il joue au club durant cinq saisons, non consécutives.
Son premier match a lieu contre l'équipe du Football Club Torinese le 1er mars 1903, partie qui voit le club remporter une victoire 5-0. Son dernier match, lui, est une défaite 2-0 le 28 mai 1911 contre l'Inter. Au total, il collectionne pour le club turinois 27 matchs joués et quatre buts inscrits (trois contre l'Andrea Doria, triplé dans un seul match) et un contre le Milan.

## Palmarès & statistiques

### Trophées
Juventus
- Championnat d'Italie :
  - Vice-champion : 1903 et 1904.

### Statistiques en club
| Saison         | Club           | Championnat                   | Championnat | Championnat |
| Saison         | Club           | Compétition                   | Matchs      | Buts        |
| -------------- | -------------- | ----------------------------- | ----------- | ----------- |
| 1903           | Juventus       | Campionato italiano di calcio | 5           | 2           |
| 1904           | Juventus       | Prima categoria               | 4           | 1           |
| 1909           | Juventus       | Prima categoria               | 6           | 0           |
| 1909-1910      | Juventus       | Prima categoria               | 6           | 0           |
| 1910-1911      | Juventus       | Prima categoria               | 11          | 1           |
| Total Juventus | Total Juventus |                               | 32          | 4           |
| Total carrière | Total carrière |                               | 32          | 4           |